# Bearshare
Bearshare är ett fildelningsprogram för Microsoft Windows som använder sig av det öppna protokollet Gnutella. Det skapades av Free Peers, Inc. och säljs numera av MusicLab, LLC. Programmet använder sig av peer-to-peerteknik. 2006 släppte de versionen Bearflix som är optimerad för delning av videofiler.